# 底特律自由新聞
《底特律自由新聞》（英語：Detroit Free Press）是美國密歇根州底特律市最大的日報。周日版的標題是《周日自由新聞》。它有時被稱為Freep（反映在報紙的網址www.Freep.com上）。它主要服務於韋恩、奧克蘭、馬庫姆、利文斯頓、華府和門羅縣。
《底特律自由新聞》也是甘尼特旗下最大的都市報紙，甘尼特還出版《今日美國》。底特律自由新聞獲得了十項普利策獎和四項艾美獎其座右銘是“戒備190年”。
2018年，底特律自由新聞社獲得了美國黑人記者協會頒發的兩項傑出致敬獎。